# Verbond van klein glaskruid
Het verbond van klein glaskruid (Parietarion judaicae) is een verbond uit de muurleeuwenbek-orde (Tortulo-Cymbalarietalia). Het is een groep van warmteminnende plantengemeenschappen van zonnige, stenige plaatsen met in Nederland en Vlaanderen twee bekende associaties.

## Naamgeving en codering
| Parietario-Galion muralis Rivas-Mart. 1960                    |
| Parietario-Centranthion rubri Rivas-Mart. 1960                |
| Parietario-Centranthion rubri Rivas-Mart. 1969 (syntax. syn.) |
| Linario-Parietarion diffusae Br.-Bl. 1964                     |

- Syntaxoncode voor Nederland (rVvN): r21Aa
- BWK-karteringscode: km

De wetenschappelijke naam Parietarion judaicae is afgeleid van de botanische naam van de dominante kensoort van het verbond: klein glaskruid (Parietaria judaica).

## Fysiognomie
De plantengemeenschappen uit het verbond van klein glaskruid worden gekenmerkt door een zeer open vegetatie met volledige afwezigheid van de boom- en de struiklaag. In de kruidlaag zijn warmtebestendige muurplanten dominant, varens spelen in tegenstelling tot bij het verwante muurleeuwenbek-verbond een kleinere rol. De naamgevende kensoort is meestal dominant. Een moslaag is aanwezig maar veel minder soortenrijk dan bij het zusterverbond.

## Ecologie

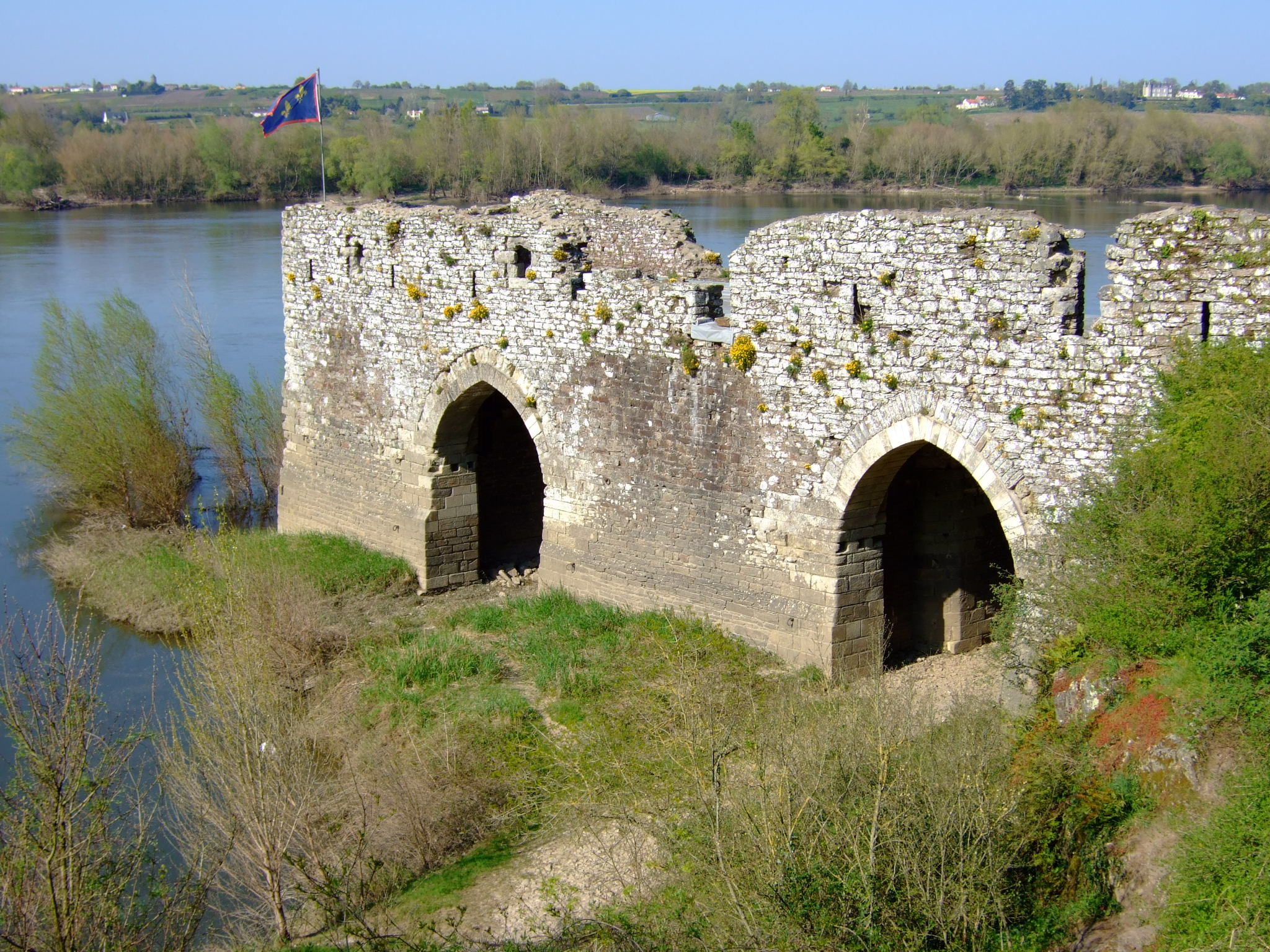
Muurbloem-associatie in Champtoceaux.

Het verbond van klein glaskruid vindt men op stikstofrijke, zonnige, kalkrijke rotswanden en muren die naar het zuiden gericht zijn. Van oorsprong vinden we deze vegetatie op zonbeschenen kalksteenkliffen in Zuid-Europa. De stikstofrijkdom is dikwijls het gevolg van bemesting door vogelmest.
De vegetatie van het verbond van klein glaskruid vormen voor veel kleine dieren een (belangrijk onderdeel van hun) habitat, zoals bijvoorbeeld de zwartkoppissebed.

## Associaties in Nederland en Vlaanderen
Het verbond van klein glaskruid wordt in Nederland en Vlaanderen vertegenwoordigd door twee associaties. Daarnaast worden er binnen dit verbond alhier twee rompgemeenschappen onderscheiden. 
- - associatie van klein glaskruid (Asplenio-Parietarietum)
  - muurbloem-associatie (Asplenio-Cheiranthetum)

- rompgemeenschap met gele helmbloem (RG Pseudofumaria lutea-[Cymbalario-Asplenion])
- rompgemeenschap met liggende vetmuur en gewoon muursterretje (RG Sagina procumbens-Tortula muralis-[Cymbalario-Asplenion])

## Diagnostische taxa voor Nederland en Vlaanderen
In de onderstaande tabel staan de belangrijkste diagnostische taxa van het verbond van klein glaskruid voor Nederland en Vlaanderen.
Kruidlaag
| Kentaxon | Diff.soort | Abundantie | Triviale naam   | Botanische naam        | Opmerking                         |
| -------- | ---------- | ---------- | --------------- | ---------------------- | --------------------------------- |
| kV       |            | D/Z        | klein glaskruid | Parietaria judaica     |                                   |
| kO       |            | F          | muurleeuwenbek  | Cymbalaria muralis     |                                   |
| kK       |            | Z          | blaasvaren      | Cystopteris fragilis   |                                   |
|          |            | F          | muurvaren       | Asplenium ruta-muraria |                                   |
|          |            | F          | muurbloem       | Erysimum cheiri        |                                   |
|          | dV         | A          | plat beemdgras  | Poa compressa          | t.o.v. het muurleeuwenbek-verbond |
| bg       |            |            | kransgras       | Polypogon viridis      |                                   |

Moslaag
| Kentaxon | Diff.soort | Abundantie | Triviale naam        | Botanische naam | Opmerking |
| -------- | ---------- | ---------- | -------------------- | --------------- | --------- |
| kO       |            | F          | gewoon muursterretje | Tortula muralis |           |

## Fotogalerij

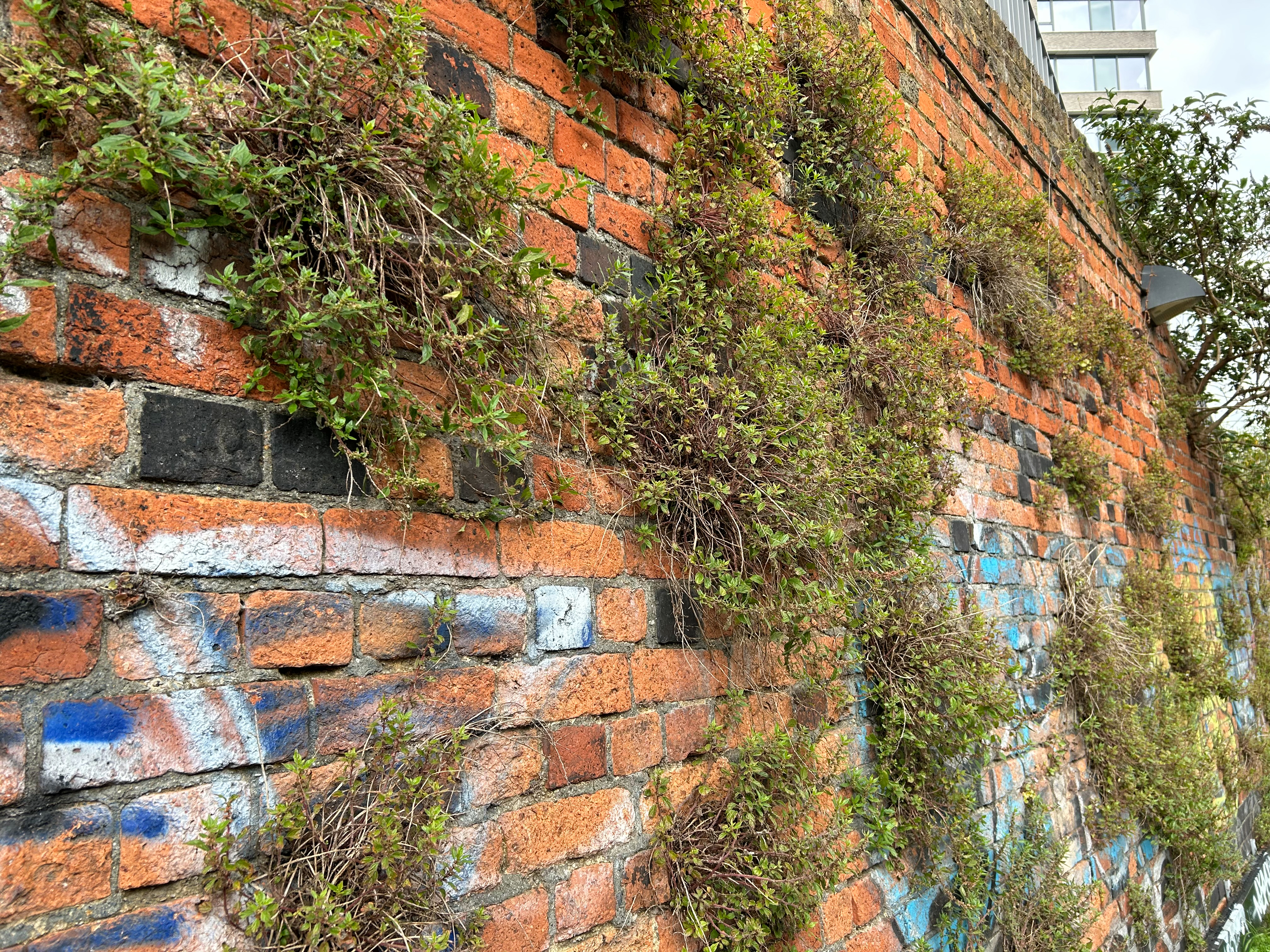
Zomeraspect van de associatie van klein glaskruid
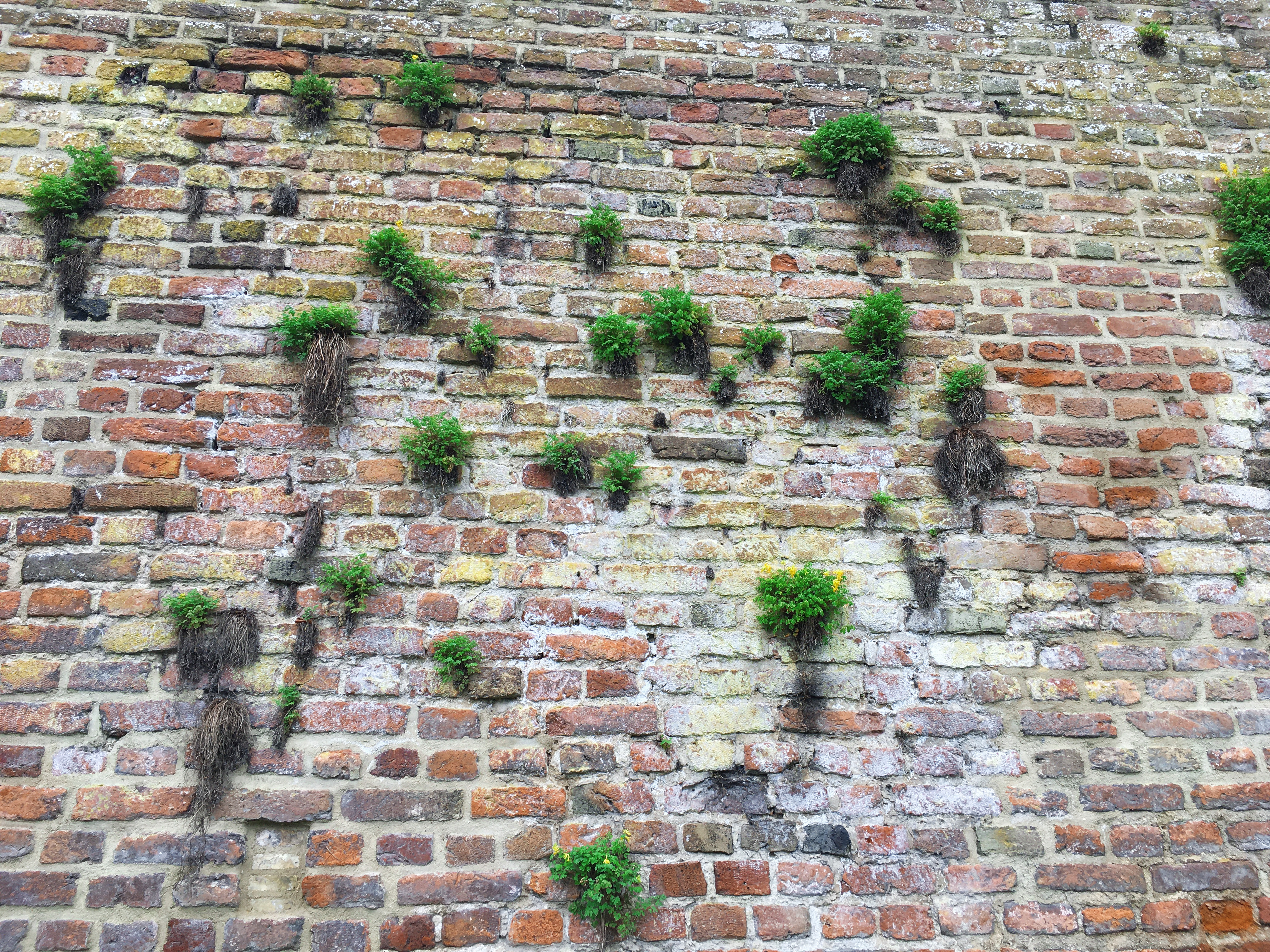
Rompgemeenschap met gele helmbloem